# Anisodes lechriostropha
Anisodes lechriostropha är en fjärilsart som beskrevs av Turner 1941. Anisodes lechriostropha ingår i släktet Anisodes och familjen mätare. Inga underarter finns listade i Catalogue of Life.